# Little Bay (Montserrat)
Little Bay est une ville en construction, destinée à être la future capitale de l'île caribéenne de Montserrat, territoire britannique d'outre-mer. Elle est adjacente à Brades.

## Histoire
Plymouth, capitale de Montserrat, située dans le sud de l'île, est abandonnée en 1997 après avoir été ensevelie sous les cendres lors de l'éruption du volcan Soufrière en 1995. Des bâtiments gouvernementaux provisoires sont ensuite construits à Brades, bourg sur la côte nord-ouest de l'île, devenant la capitale politique en 1998. Le déménagement est initialement prévu pour être temporaire, mais la ville est restée la capitale de facto de l'île depuis.
Un projet de création d'une nouvelle ville est financé par le gouvernement de Montserrat, la Banque de développement des Caraïbes et le Département du Développement international du Royaume-Uni ,.
En 2012, un plan de construction de bâtiments gouvernementaux est décidé comprenant, entre autres, un nouveau port devant pouvoir accueillir des navires faisant jusqu'à 300 mètres de long. Selon l'État insulaire, cela devrait également profiter au trafic des navires de croisière. Le coût total est estimé à au moins 200 millions de dollars, la moitié étant liée au port. En 2013, les premiers travaux débutent pour préparer la zone à la construction. En mai 2019, la construction du port commence,.